# Campeonato Asiático de Atletismo de 2013 - 10000 m feminino
A prova dos 10000 metros feminino do Campeonato Asiático de Atletismo de 2013 foi disputada no dia 4 de julho de 2013 no Shree Shiv Chhatrapati Sports Complex em Pune, na Índia. 

## Recordes
Antes desta competição, os recordes mundiais e do campeonato nesta prova eram os seguintes:
|                       | Nome         | Nacionalidade | Tempo      | Local     | Data                  |
| --------------------- | ------------ | ------------- | ---------- | --------- | --------------------- |
| Recorde mundial       | Wang Junxia  | China         | 29m 31s 78 | Pequim    | 8 de setembro de 1993 |
| Recorde do campeonato | Zhong Huandi | China         | 32m 25s 27 | Nova Deli | 1989                  |
| Recorde asiático      | Wang Junxia  | China         | 29m 31s 78 | Pequim    | 8 de setembro de 1993 |

Os seguintes recordes foram estabelecidos durante esta competição:
| Data       | Evento | Atleta         | Nacionalidade | Tempo      | Notas                 |
| ---------- | ------ | -------------- | ------------- | ---------- | --------------------- |
| 4 de julho | Final  | Shitaye Eshete | Bahrein       | 32m 17s 29 | Recorde do campeonato |

## Medalhistas
| Ouro                 | Prata                     | Bronze               |
| Shitaye Eshete (BHR) | Alia Saeed Mohammed (UAE) | Ayumi Hagiwara (JPN) |

## Cronograma
Todos os horários são locais (UTC+5:30).
| Data       | Hora  | Evento |
| ---------- | ----- | ------ |
| 4 de julho | 19:35 | Final  |

## Final
A final da prova ocorreu dia 4 de julho às 19:35.
| Posição           | Atleta              | Nacionalidade          | Tempo    | Notas                 |
| ----------------- | ------------------- | ---------------------- | -------- | --------------------- |
| Medalha de ouro   | Shitaye Eshete      | Bahrein                | 32:17.29 | Recorde do campeonato |
| Medalha de prata  | Alia Saeed Mohammed | Emirados Árabes Unidos | 32:39.39 |                       |
| Medalha de bronze | Ayumi Hagiwara      | Japão                  | 32:47.44 |                       |
| 4                 | Preeja Sreedharan   | Índia                  | 33:41.97 |                       |
| 5                 | Sitora Khamidova    | Uzbequistão            | 33:59.87 |                       |
| 6                 | Gulzhanet Zhanatbek | Cazaquistão            | 34:13.81 |                       |
| 7                 | Suriya Loganathan   | Índia                  | 34:43.63 |                       |
| 8                 | Monika Athare       | Índia                  | 34:44.38 |                       |
| 9                 | Kareema Saleh Jasim | Bahrein                | 34:45.06 |                       |
| 10                | Kim Chun Mi         | Coreia do Norte        | 35:06.97 |                       |
| 11                | Kim Son Hui         | Coreia do Norte        | 35:31.32 |                       |
| 12                | Viktoriia Poliudina | Quirguistão            | 35:56.64 |                       |

Legenda
| Recorde mundial       | Recorde mundial (World record)               |                       | Recorde africano                      | Recorde africano (African) |                                           | Q | Classificado por posição (Qualified) |
| Recorde do campeonato | Recorde do campeonato (Championship record)  | Recorde da América    | Recorde da América (Americas)         | q                          | Classificado por melhor tempo (Qualified) |   |                                      |
| Melhor marca do ano   | Melhor marca do ano (World leading)          | Recorde asiático      | Recorde asiático (Asian)              | DNS                        | Não largou (Did not start)                |   |                                      |
| Recorde nacional      | Recorde nacional (National record)           | Recorde europeu       | Recorde europeu (European)            | DNF                        | Não terminou (Did not finish)             |   |                                      |
| Recorde pessoal       | Recorde pessoal do atleta (Personal best)    | Recorde da Oceania    | Recorde da Oceania (Oceania)          | DSQ / DQ                   | Desclassificado (Disqualified)            |   |                                      |
| Recorde da temporada  | Recorde da temporada do atleta (Season best) | Recorde sul-americano | Recorde sul-americano (South America) | NM                         | Sem marca (No mark)                       |   |                                      |